# Boero (dolce)
Il boero, chiamato anche preferito, è un cioccolatino composto da una ciliegia sotto spirito avvolta col suo liquore in uno spesso guscio di cioccolato fondente.
Nel 1956 la Ferrero inizia a produrre il Mon Chéri, rivisitazione del classico boero.

## Storia
Le origini dei cioccolatini boeri sono incerte, sembra siano stati inventati durante i primi del Novecento dal pasticciere svizzero Emile Gerbeaud a Budapest.